# Élections législatives mozambicaines de 2014
Les élections législatives mozambicaines de 2014 se sont déroulées le 15 octobre 2014 afin de renouveler les 250 sièges de l'Assemblée de la république du Mozambique. Une élection présidentielle a lieu le même jour, remportée par le candidat Filipe Nyusi du Front de libération du Mozambique, dit FRELIMO.
Le FRELIMO conserve la majorité absolue à l'Assemblée avec 144 sièges sur 250 (contre 191 précédemment), tandis que la RENAMO voit le nombre de ses députés grimper de 51 à 89. Le 30 décembre 2014, le Conseil constitutionnel valide les résultats.

## Mode de scrutin
Le parlement unicaméral du Mozambique, l'Assemblée de la République, est composé de 250 sièges pourvus pour cinq ans au scrutin proportionnel plurinominal de liste dans onze circonscriptions plurinominales de 12 à 50 sièges correspondants aux provinces du pays en fonction de leur population. Sur le total, deux sièges sont exceptionnellement élus au scrutin uninominal majoritaire à un tour par la diaspora mozambicaines, dans deux circonscriptions recouvrant pour une le reste de l'Afrique et pour l'autre le reste du monde. Le scrutin a lieu via des listes fermées et le résultat en voix est répartis en sièges à l'aide de la méthode d'Hondt à toutes les listes ayant dépassées le seuil électoral de 5 %.

## Résultats
|                           |                                             |            |       |        |               |  |  |  |  |
| Partis                    | Partis                                      | Voix       | %     | Sièges | +/-           |  |  |  |  |
|                           | Front de libération du Mozambique (FRELIMO) | 2 575 995  | 55,93 | 144    | 47            |  |  |  |  |
|                           | Résistance nationale du Mozambique (RENAMO) | 1 495 137  | 32,46 | 89     | 38            |  |  |  |  |
|                           | Mouvement démocratique du Mozambique (MDM)  | 384 538    | 8,35  | 17     | 9             |  |  |  |  |
|                           | Autres partis                               | 149 812    | 3,25  | 0      | –             |  |  |  |  |
|                           |                                             |            |       |        |               |  |  |  |  |
| Suffrages exprimés        | Suffrages exprimés                          | 4 605 482  | 86,61 |        |               |  |  |  |  |
| Votes blancs et invalides | Votes blancs et invalides                   | 711 454    | 13,39 |        |               |  |  |  |  |
| Total                     | Total                                       | 5 316 936  | 100   | 250    | en stagnation |  |  |  |  |
| Abstentions               | Abstentions                                 | 5 648 042  | 51,51 |        |               |  |  |  |  |
| Inscrits / participation  | Inscrits / participation                    | 10 964 978 | 48,49 |        |               |  |  |  |  |